# فريدا غاردنر
فريدا غاردنر (بالإنجليزية: Freda Gardner)‏ هي أكاديمية أمريكية، ولدت في 7 أبريل 1929.